# Botsuana en los Juegos Olímpicos de Atenas 2004
Botsuana estuvo representada en los Juegos Olímpicos de Atenas 2004 por un total de 11 deportistas, 10 hombres y una mujer, que compitieron en 2 deportes.
El portador de la bandera en la ceremonia de apertura fue el boxeador Khumiso Ikgopoleng. El equipo olímpico botsuano no obtuvo ninguna medalla en estos Juegos.